# Peralta (Navarra)
Peralta (cooficialment en basc Azkoien) és un municipi de Navarra, a la comarca de Ribera Arga-Aragón, dins la merindad d'Olite. Limita al nord amb Falces, a l'est amb Caparroso, al sud amb Marcilla i Funes i a l'oest amb Andosilla, Azagra i San Adrián

## Demografia
| Evolució demogràfica                               | Evolució demogràfica | Evolució demogràfica | Evolució demogràfica | Evolució demogràfica | Evolució demogràfica | Evolució demogràfica | Evolució demogràfica | Evolució demogràfica | Evolució demogràfica | Evolució demogràfica |
| 1996                                               | 1998                 | 1999                 | 2000                 | 2001                 | 2002                 | 2003                 | 2004                 | 2005                 | 2006                 | 2007                 |
| -------------------------------------------------- | -------------------- | -------------------- | -------------------- | -------------------- | -------------------- | -------------------- | -------------------- | -------------------- | -------------------- | -------------------- |
| 4 668                                              | 4 628                | 4 694                | 5 082                | 5 376                | 5 571                | 5 668                | 5 681                | 5 741                | 5 833                | 5 746                |
| Fonts: Peralta i Institut d'Estadística de Navarra |                      |                      |                      |                      |                      |                      |                      |                      |                      |                      |

## Administració
| Jesus Hilario Campo    | 1999 - 2003 | UPeI |
| Mª Sagrario Guinduláin | 2003 - 2007 | UPN  |
| Juan Jesús Basarte     | 2007 - 2011 | UPeI |

## Economia
Indústria: Màquines expenedores (Azkoyen i Jofemar), mobiliari d'oficina (Jevit-Dina Mobel, components electrònics, grups de fred i refrigeració industrial. Durant els últims anys, Peralta s'ha consagrat com una de les capçaleres econòmiques de la zona, de manera que en les seves empreses treballen habitants tant del poble com dels voltants (Funes, Falces, Marcilla). En el seu polígon industrial hi ha empreses dedicades a manufactures metàl·liques, soldadura, pintura, injecció de plàstics, cablejats i muntatge de targetes electròniques, a més de petit tallers que actuen com subcontractistes de les empreses més grans de la zona. També existeix un polígon ramader, i diverses empreses dedicades al cultiu i comercialització de verdures. El sector conserver, que va tenir antany tanta importància, últimament ha perdut una mica d'importància.